# الأسرة في المسيحية

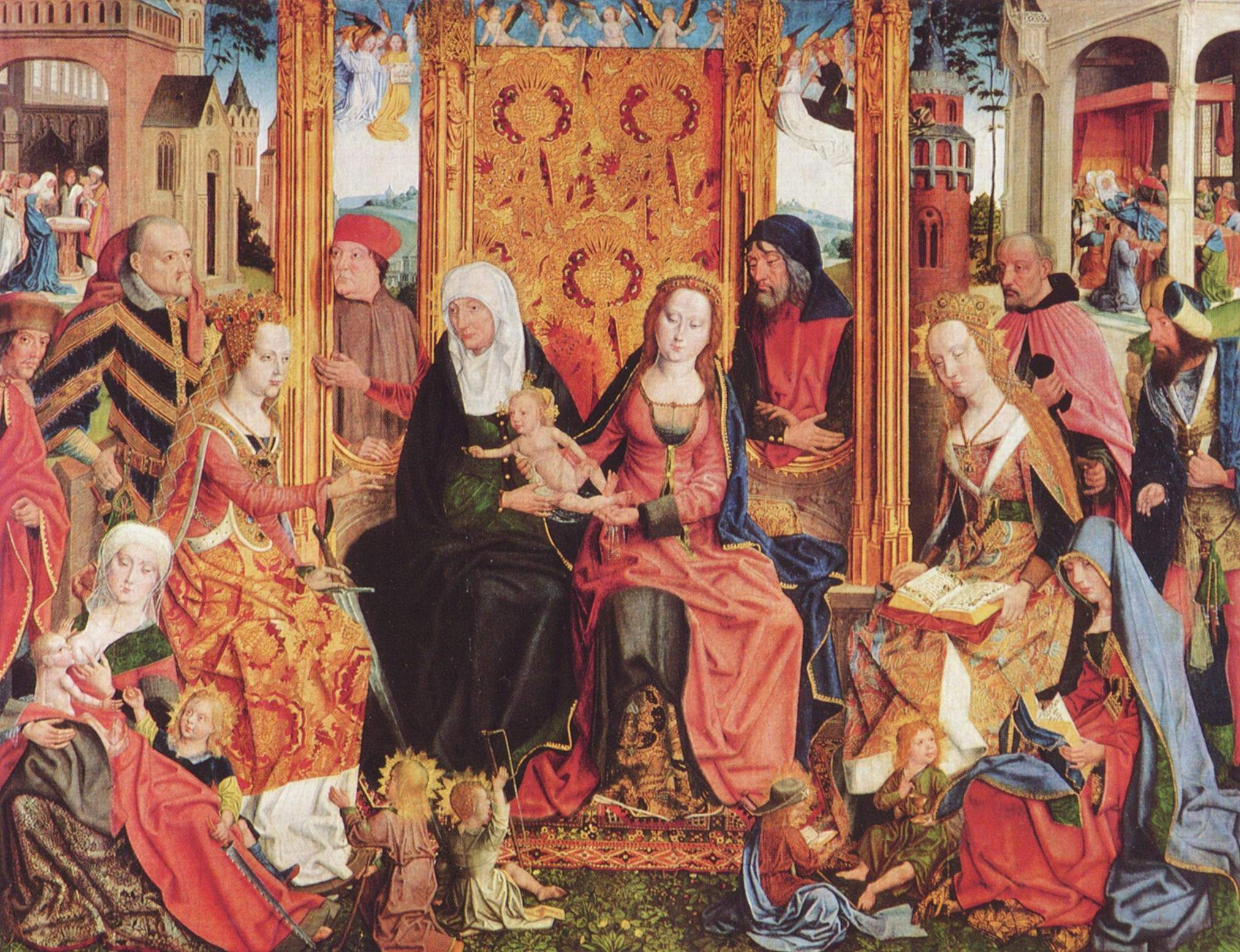
القرابة المقدسة، وهي نموذج ثقافي مسيحي للعلاقات المتشابكة للأسرة الممتدة وأهمية فكرة الأسرة.

تعتبر الأسرة الوحدة المركزية للمجتمع المسيحي، وهي في المفهوم المسيحي كنيسة صغيرة، وقد اهتمت الكنيسة به ويعتبر الزواج سرًا من الأسرار السبعة المقدسة لكونه يشكل أساس العائلة، بحيث يصبح الزوجان جسدًا واحدًا. كما ويحضّ الكتاب المقدس على صلة الرحم والقرابة والعلاقات الأسرية. فضلًا عن آيات تدعو إلى طاعة الوالدين والإحسان إليهما.
وكانت كتابات العهد الجديد وآباء الكنيسة وتعاليم الكنيسة قد حددت دور كل فرد من أفراد الأسرة وخصصت لهم حقوق وواجبات معينة: فالأب هو المسؤول الرئيسي عن حفظ ورعاية العائلة، والأم بدورها الاحترام والعناية بالأسرة ومساعدة زوجها، كما وعلى الأبناء احترام وإكرام الوالدين. وتشجعّ التعاليم المسيحية احترام كبار السن والأقارب الآخرين خارج الأسرة النواة، بما في ذلك الأسرة الممتدة.
وفقًا للباحثين ماكس فيبر وألان ماكفارلين وستيفن أوزمينت وجاك غودي وبيتر لاسليت، فإنّ التحول الهائل الذي أدى إلى الزواج الحديث في الديمقراطيات الغربية «كان مدفوعًا بنظام القيم الدينية الثقافية الذي توفره عناصر اليهودية والمسيحية المبكرة، والقوانين الكنسية الكاثوليكية والإصلاح البروتستانتي». خلال الفترة الأولى للرأسمالية، أدَّى ظهور طبقة متوسطة تجارية كبيرة، خاصة في الدول البروتستانتيَّة مثل الجمهورية الهولندية وإنجلترا، إلى إيديولوجية أسرية جديدة تتمحور حول تنشئة الأطفال. وأكدّت التطهيريَّة على أهمية الخلاص الفردي والاهتمام بالرفاه الروحي للأطفال.

## تاريخ

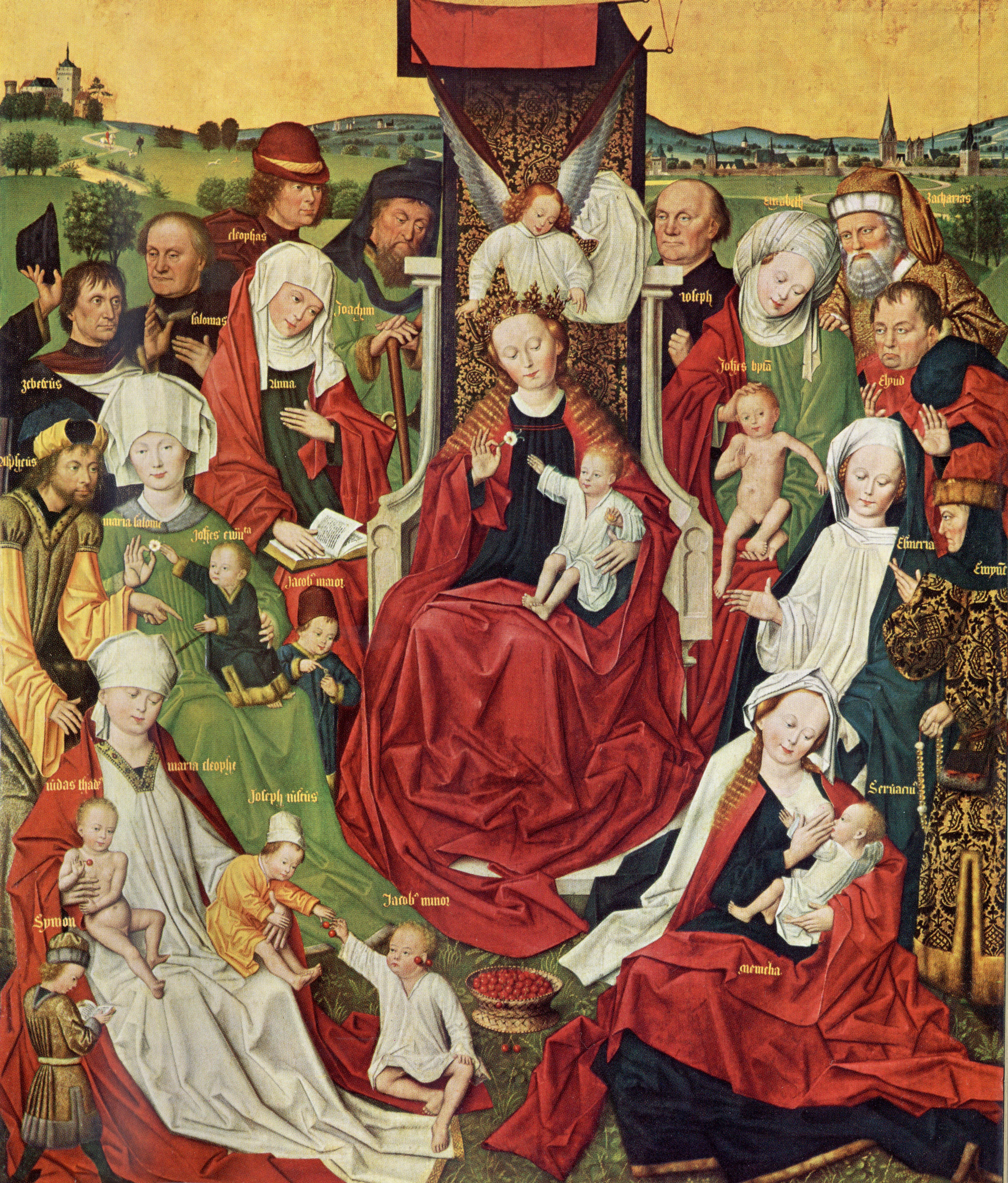
رسمة ألمانية للقرابة المقدسة بريشة ديريك بيجريت: تاريخياً كانت العائلات الممتدة هي الوحدة الأسرية الأساسية في الثقافة والبلدان الكاثوليكية.

تركز الثقافة المسيحية بشكل ملحوظ على الأسرة، ووفقًا لعمل العلماء ماكس فيبر، آلان ماكفارلين، ستيفن أوزمنت، جاك جودي، بيتر لاسليت، فإن التحول الهائل الذي أدى إلى الزواج الحديث في الديمقراطيات الغربية «كان يغذيها نظام القيم الدينية والثقافية الذي قدمته عناصر من اليهودية والمسيحية المبكرة والقانون الكنسي للكنيسة الكاثوليكية والإصلاح البروتستانتي». تاريخياً، كانت العائلات الممتدة هي الوحدة الأسرية الأساسية في الثقافة والبلدان الكاثوليكية.
عبر العصور الوسطى ظهر نمطان عائليان متميزان في أوروبا المسيحية، في معظم دول أوروبا الجنوبية والشرقية، حدث الزواج بين فردين عاشا مع والديهما لفترة طويلة من الزمن. كان الرجل أكبر سنًا، وعادةُ ما كان في أواخر العشرينيات من عمره عند زواجه، وكانت الفتاة غالبًا لا تزال مراهقة. إحتوت أسرتهم على عدة أجيال في نفس المنزل، وهو ما يشير إليه علماء الديموغرافيا على أنها أسرة «معقدة». في المقابل، أدت المناطق في شمال غرب أوروبا إلى ظهور بنية عائلية كانت فريدة من نوعها في تلك الفترة الزمنية. كان الرجل والمرأة عادةً في نفس العمر، وكانا ينتظران حتى يبلغا أوائل العشرينات من العمر للزواج. بعد الزواج، أقام الزوجان في منزلهما العائلي المستقل (يُطلق عليه اسم هيكل الأسرة «النووي»). أدى ذلك إلى انخفاض معدل المواليد، فضلاً عن مستويات أكبر من الاستقرار الاقتصادي للزوجين الجدد.
تُمارس معظم الطوائف المسيحية معمودية الأطفال لإدخال الأطفال في الإيمان. يحدث بعض أشكال طقوس التأكيد عندما يبلغ الطفل سن العقل ويقبل طواعية الدين. يستخدم الختان في الشعائر للإشارة إلى الأقباط المسيحيين والمسيحيين الأرثوذكس الإثيوبيين أنهم ينتمون إلى العقيدة. خلال الفترة المبكرة للرأسمالية، أدى ظهور طبقة وسطى تجارية كبيرة، خاصًة في البلدان البروتستانتية في هولندا وإنجلترا، إلى ظهور أيديولوجية عائلية جديدة تتمحور حول تربية الأطفال. شددت طائفة التطهيرية على أهمية الخلاص الفردي والاهتمام بالرفاهية الروحية للأطفال. أصبح من المعترف به على نطاق واسع أن الأطفال يمتلكون حقوقًا خاصة بهم. وشمل ذلك حقوق الأطفال الفقراء في الطعام والعضوية في المجتمع والتعليم والتدريب الوظيفي. وضعت قوانين الإغاثة الفقيرة في إنجلترا الإليزابيثية المسؤولية على كل أبرشية لرعاية جميع الأطفال الفقراء في المنطقة. وقبل القرن العشرين، كان لدى ثلاثة فروع رئيسية للمسيحية - الكاثوليكية والأرثوذكسية والبروتستانتية  - بالإضافة إلى المصلحين البروتستانت الرائدين مارتن لوثر وجان كالفن منظورًا نقديًا لتحديد النسل.

## الأسرة في الكنائس المسيحية

### في الكنيسة الرومانية الكاثوليكية

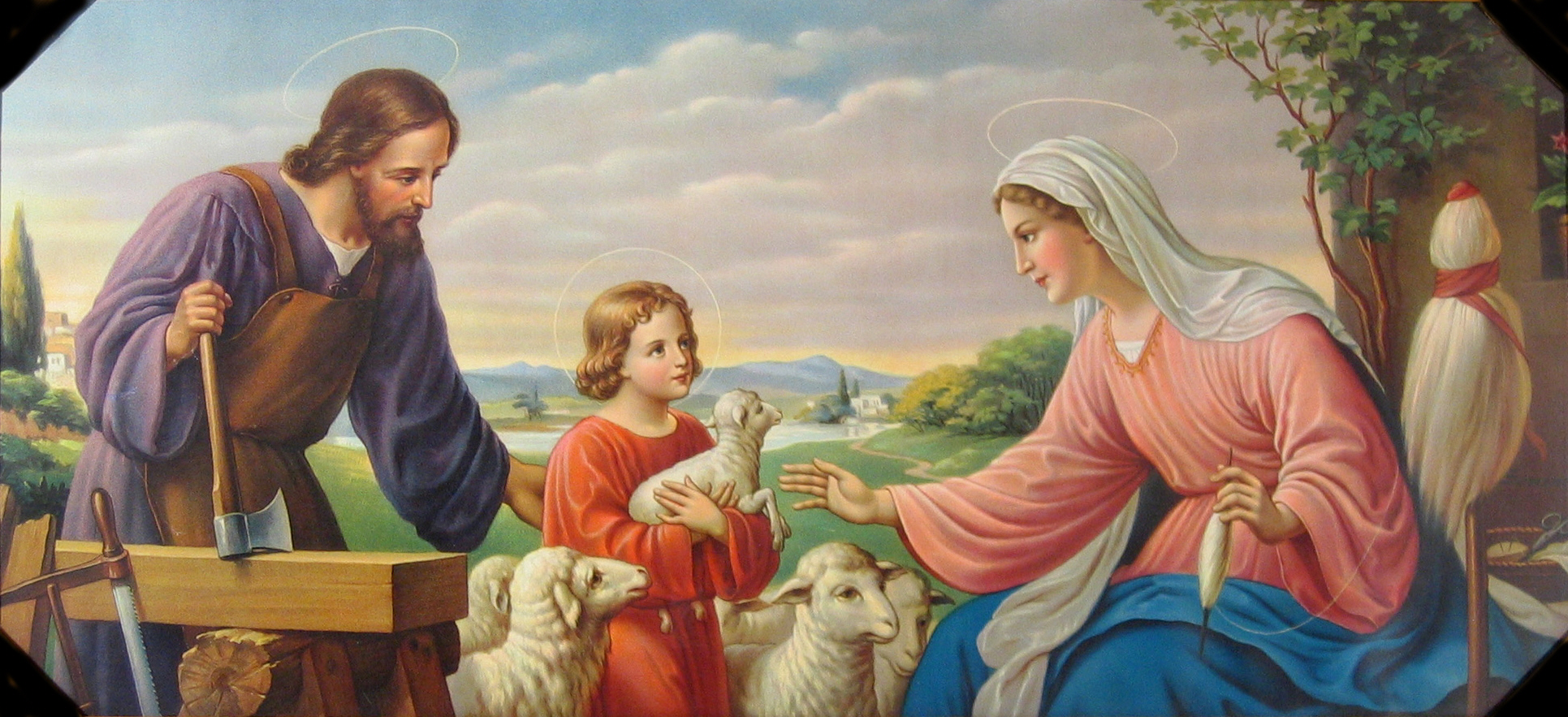
العائلة المقدسة، رمز لوحدة العائلة المسيحية حسب التقاليد الكاثوليكية.

تشجّع الكنيسة الرومانية الكاثوليكية على الروابط الأسرية وصلة الرحم، وتقليديًا تشدّد المجتمعات الكاثوليكية على القيم والروابط الأسريّة وقيم الضيافة والاحتفالات. تُشجع الكنيسة الرومانية الكاثوليكية على إنجاب الأطفال، فالكنيسة الرومانية الكاثوليكية رسمياً لا تقبل إلا بتنظيم الأسرة الطبيعي في حالات معينة، على الرغم من الأعداد الكبيرة من الكاثوليك في البلدان المتقدمة الذين يتقبلون ويستخدمون الوسائل الحديثة لتحديد النسل. تُركز الثقافة المسيحية بشكل ملحوظ على الأسرة، وتاريخياً، كانت الأسرة الممتدة هي الوحدة الأسرية الأساسية في الثقافة والمجتمعات الكاثوليكية. وتضع الثقافة الكاثوليكية قيمة عالية للأسرة، وتحبذ الثقافة الكاثوليكية على إنجاب الأطفال باعتبارهم من أهم القيم في الحياة الأسرية. غالبَا ما تميل الأسر المسيحيَّة الكاثوليكية إلى أن تكون متماسكة ولديها علاقات متينة مع الأسرة الموسعة والتي تشمل الأقرباء، تٌرّكز الثقافة الكاثوليكية على دور الأجداد في تنشئة الأطفال.
تلعب الأسرة الممتدة دورًا هامًا للعديد من العائلات الكاثوليكية، وتعتبر لبّ وقلب التجمعات العائليّة الطقوس الدينية التي تُقام في الكنيسة الرومانية الكاثوليكية على وجه الخصوص. مثل التعميد، وأعياد الميلاد، أول قربانة، التثبيت، وحفلات الزفاف. ويلعب العرّاب دورًا هامًا في هذه الطقوس. تبدو العلاقة بين الوالدين والعرابين أو المعاونين لهم مهمة ومميزة بطريقة خاصة. حيث يترتب على تلك العلاقات التزامات ومسؤوليات متبادلة قد تكون مفيدة اجتماعيًا للمشاركين. كما ويتطلب من العرّاب تلقين الأطفال وتدريسهم التعليم المسيحي.
شكلت التعاليم الكاثوليكية في أمريكا اللاتينية المواقف المجتمعية حول الدور الاجتماعي للمرأة، والتي تؤكد على دور المرأة كمربية للأسرة، مع مريم العذراء كنموذج. وكان مفهوم الماريانيسمو (بالإسبانيَّة: Marianismo) متجذر في الثقافة الشعبية الهسبانيَّة واللاتينية عموماً، وحددت دور المرأة «الصالحة» داخل الأسرة تحت سلطة الرجل. حدد باحثون آخرون «الأركان الخمسة» للماريانيسمو، أو المعتقدات المحددة التي يجب على «المرأة الصالحة» الالتزام بها، وأبرز نقاطها الفاميليزمو (بالإسبانية: Familismo) وهي الهوية القوية للفرد وارتباطه بالأسرة، سواء النواة أو الأسرة الممتدة. ولعزو هذا الاعتقاد، تعمل النساء اللاتينيات كمصدر لقوة الأسرة من خلال الحفاظ على سعادتها العامة وصحتها ووحدتها. ومن أجل الحفاظ على سمعة أسرهم، حيث لا يتم تشجيع النساء اللاتينيات على مشاركة ما يُعتبر «قضايا عائلية» مع الآخرين. والعفة حيث يُنظر إلى العذرية على أنها سمة مهمة، من خلال الامتناع عن ممارسة الجنس قبل الزواج، وتحرص المرأة على الحفاظ على سمعة أسرهم من خلال عدم تلطيخ نفسها وأسرتها بالعار. وفي كثير من الأحيان، يرتبط الجنس بمشاعر الذنب والحزن لدى الفتيات والنساء الملتزمات بالماريانيسمو. وعلى النساء السعي وراء الزواج الأحادي، والرغبة الجنسية في علاقات طويلة الأمد وملتزمة في إطار الزواج فقط. في دراسة استقصائية وطنية حديثة للشباب المكسيكي، أقر 22% من الرجال وحوالي 11% من النساء بأنهم مارسوا الجماع الجنسي قبل الزواج. وتنبع هذه النسبة المنخفضة إلى المعتقد الثقافي المشترك من التعاليم التقليدية للكنيسة الكاثوليكية ونظرتها حول العفة والعلاقات الجنسية قبل الزواج والتي كان لها تأثير كبير على ثقافة أمريكا اللاتينية.
بالمقابل تأثر مفهوم الرجولة (بالإسبانيَّة: Machismo) بالعديد من العوامل المختلفة، ومن ضمنها تعاليم الكنيسة الكاثوليكية ومفهومها حول الأدوار الجندرية، حيث يلعب المذهب الكاثوليكي دورًا حيويًا للكثيرين داخل المجتمع المكسيكي واللاتيني عموماً. وبحسب هذا المفهوم يُنظر إلى متطلبات الرجولة للذكر بأن يكون «مفرط الذكورة، وقوي، وأبوي، ومهيمن جنسياً، ومعيل مادي»، ونتيجة لهذا المفهوم ونظرًا لأن المثلية الجنسية يُنظر إليها على أنها من المحرمات وخطيئة في المسيحية، يتعرض المثليين جنسياً للإضطهاد وتقمع هويتهم الجنسية المثلية في المكسيك وأميركا اللاتينية عموماً. وساهمت الكنيسة الكاثوليكية أيضًا في ظهور نظرة سلبية للمثليين جنسياً في المجتمع المكسيكي وتجذيرها في المجتمع.

### في المورمونية

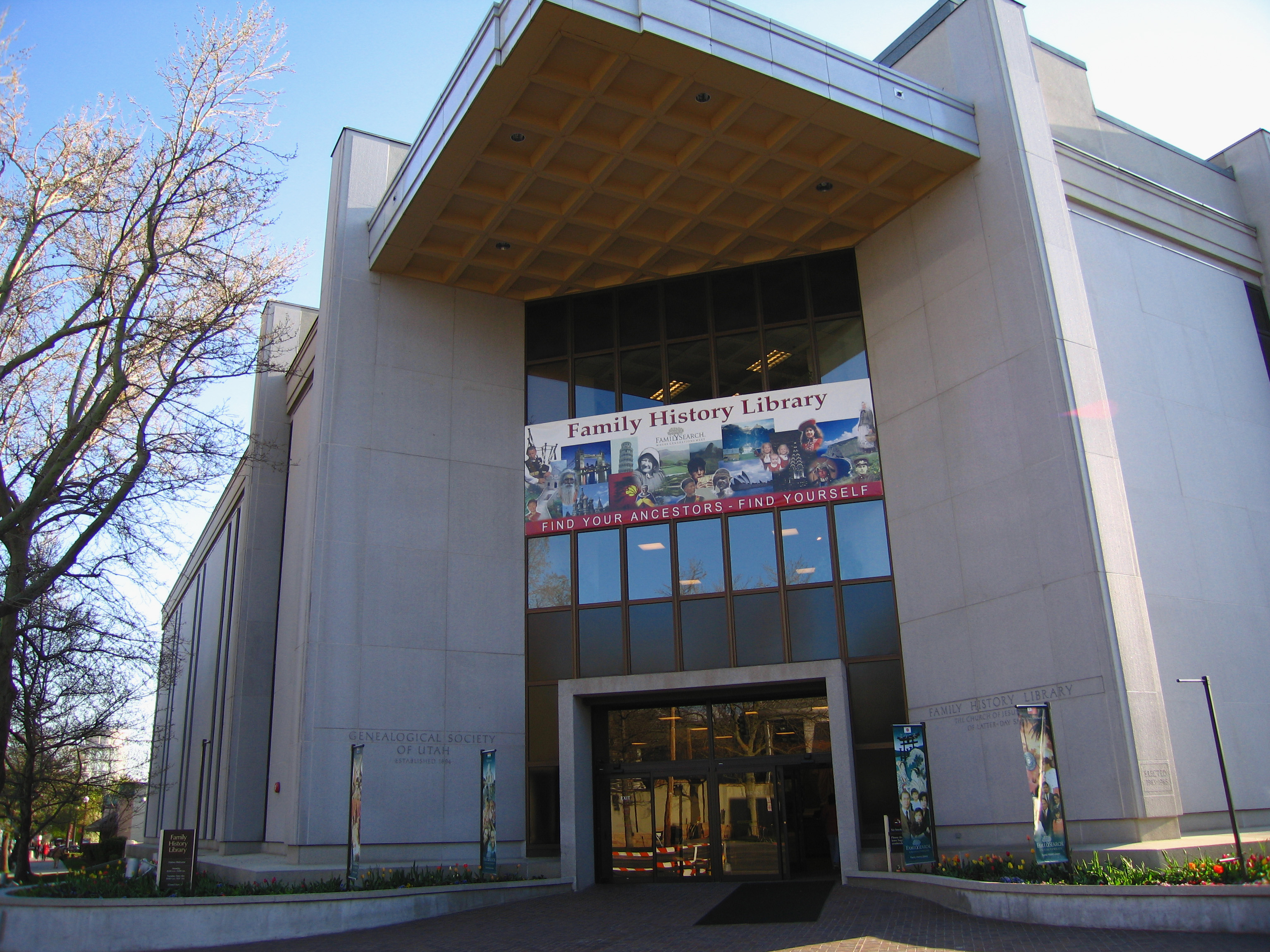
مكتبة تاريخ العائلة في الكنيسة هي أكبر مكتبة في العالم مخصصة لبحوث الأنساب.

تركز كنيسة يسوع المسيح لقديسي الأيام الأخيرة بشكل ملحوظ على الأسرة، والمفهوم المميز للعائلة الموحدة التي تعيش وتتقدم إلى الأبد هو جوهر عقيدة كنيسة قديسي الأيام الأخيرة. يتم تشجيع أعضاء الكنيسة على الزواج وإنجاب الأطفال، ونتيجًة لذلك، تميل عائلات كنيسة قديسي الأيام الأخيرة إلى أن تكون أكبر من المتوسط. كل النشاط الجنسي خارج الزواج يُعتبر خطيئة خطيرة. تُعتبر جميع الأنشطة الجنسية المثلية خاطئة ولا يتم تنفيذ أو دعم الزيجات المثلية من قِبل كنيسة يسوع المسيح لقديسي الأيام الأخيرة. عادًة ما يقوم آباء كنيسة قديسي الأيام الأخيرة الذين يحملون الكهنوت بتسمية أطفالهم ومباركتهم بعد ولادتهم بفترة وجيزة لإعطاء الطفل اسمًا رسميًا وإنشاء سجل الكنيسة لهم. يميل المورمون إلى أن يكونوا عائليين للغاية ولديهم روابط قوية عبر الأجيال ومع الأسرة الممتدة، مما يعكس إيمانهم بأن العائلات يمكن أن تكون مختومة معًا بعد الموت. لدى المورمون أيضًا قانون صارم للعفة، يتطلب الامتناع عن العلاقات الجنسية خارج الزواج بين الجنسين والإخلاص في إطار الزواج.
تشجّع المورمونية على الروابط الأسرية وصلة الرحم وتعطيها مكانة خاصة ويظهر ذلك في تخصيص أمسية السبت والإثنين لِلَم شمل العائلة. أمسية العائلة في المنزل أو ليلة العائلة في سياق كنيسة يسوع المسيح لقديسي الأيام الأخيرة، يشير إلى ليلة واحدة في الأسبوع، وعادًة تكون ليلة يوم الاثنين، والتي فيها تُشّجع الأسر المورومونية على قضاء الوقت معًا في الدراسة والصلاة وغيرها من الأنشطة. وفقًا لكنيسة قديسي الأيام الأخيرة، فإن الغرض من ليلة العائلة هو مساعدة الأسر المورمونية على تعزيز أواصر الحب مع بعضها البعض وكذلك توفير مناخ حيث يُمّكن للوالدين تعليم الأطفال مبادئ من الإنجيل.

## الحياة الأسرية

### الزواج والطلاق

زفاف حسب الطقوس المسيحية الشرقية، تختلف طقوس الزواج المسيحي بإختلاف العادات والتقاليد.

في أغلب الطوائف المسيحية، لا يوجد تعدد زوجات ولا يتم تحبيذ الزواج من غير المسيحية، كذلك من الصعب الحصول على الطلاق نظرًا لكون الزواج عقدًا غير منحل، غير أنه قد ظهرت عدد من الأوضاع الأخرى مثل بطلان الزواج أو فسخ الزواج في الكنيسة الكاثوليكية إضافة إلى تسهيلات في الطلاق لدى الكنائس الأرثوذكسية الشرقية؛ في حين لا يرى البروتستانت الزواج سرًا مقدسًا أصلاً.
وقد رفعت المسيحية من قيمة الزواج والإسرة إذ حسب الكتاب المقدس تعتبر الأسرة الوحدة المركزيّة للمجتمع المسيحي، وقد اهتمت الكنيسة بالزواج واعتبرته سرًا من الأسرار السبعة المقدسة وذلك لكونه يشكل أساس العائلة، بحيث يصبح به الزوجان جسدًا واحدًا. ومن موانع الزواج في المسيحية تحريم الزواج بين المسيحيين وغير المسيحيين وذلك استنادًا إلى الكتاب المقدس، وبين الفتاة والرجل الذي تولى تعميدها لأنه يعتبر أبًا روحيًا لها.
تنظر المبادئ المسيحية للزواج على أنه علاقة أبدية. لذلك من الصعب الحصول على الطلاق نظرًا لكون الزواج عقدًا غير منحل، فقد فيّد القانون الكنسي حق الطلاق بعدة قيود لكن لم يصل إلى إلغائه، وظهرت أوضاع أخرى من التسهيلات كفسخ الزواج أو الهجر.

### الأسرة في القانون

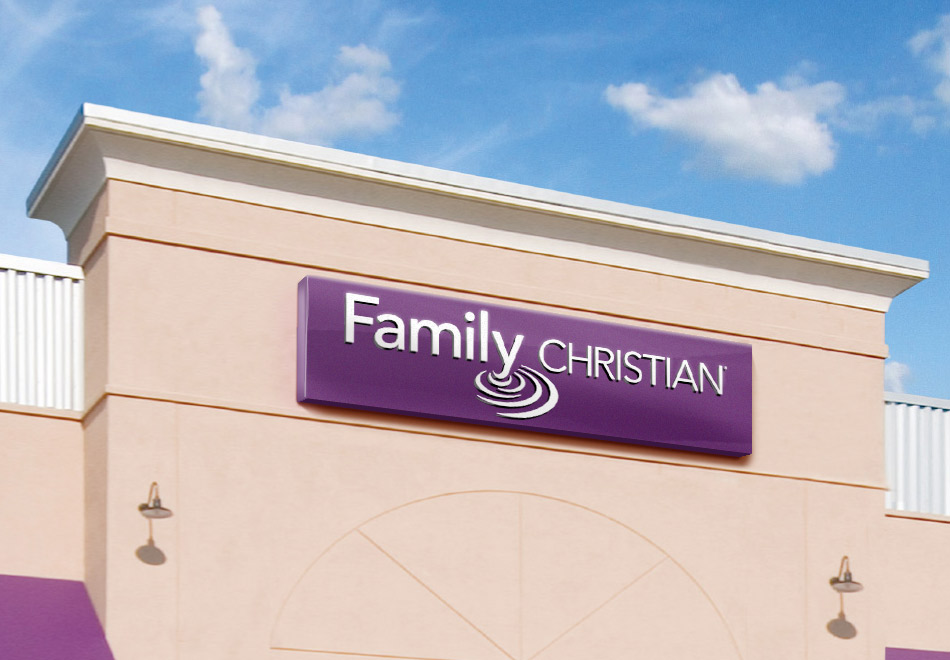
مركز الأسرة المسيحية، العديد من المؤسسات المسيحية تشّجع على مفهوم الأسرة التقليدي.

ظهرت أثر المسيحية في تنظيم الاسرة. فقد تلاشت أو كادت تتلاشى في العصر البيزنطي سلطة رب الاسرة. حيث اعترف القانون للابن بقد من الشحصية القانونية، وحرم على الاب قتل أبناءه وحل محله التأديب وأصبح كل من حق الإرث وحق النفقة قائما على صلة الدم سواء في ذلك للولد الشرعي والولد البيولوجي وجعل مدة العدة كاملة للمرأءة الارملة التي توفي زوجها. وقد أُزيلَ الحق الروماني في الطلاق الفعلي تدريجيًا بعد دخول المسيحية، واستُبدلَ بالانفصال القانوني وإبطال الزواج. في الإمبراطورية البيزنطية، اعتُبرَ الزواج حالةً مثاليةً للمرأة، وكان يُنظر إلى الحياة في الدير فقط كبديل شرعي. في إطار الزواج، كان يُنظر إلى النشاط الجنسي على أنه وسيلة للتكاثر فقط. للمرأة الحق في المثول أمام المحكمة، لكن شهادتها لا تعتبر مساوية لشهادة الرجل، ويمكن أن تُنقَض بسبب جنسها إذا قوبلت بشهادة الرجل.
ومن جهة أخرى استحدث القانون الروماني كثيرا من مبادئ، نظام الأسرة، تحت تأثير المسيحية. من ذلك موانع الزواج التي ادخلت في العصر البيزنطي مثل تحريم الزواج بين المسيحيين وغير المسيحيين وبين الفتاة والرجل الذي تولى تعميدها لانه يعتبر أبا روحيا لها، وإعطاء المرأءة الحق في التبني إذا لم يكن لها أولاد، ونظام منح البنوة الشرعية أو تصحيح النسب للولد البيولوجي الناتج عن طريق علاقة غير شرعية.
بمبادئ المسيحية التي تنظر للزواج انه رابطة مؤبدة. فقد قيد القانون الكنسي حق الطلاق بعدة قيود لكن لم يصل إلى الغائه.
تبدو الديانة المسيحية أكثر تعقيدًا للزواج بين الأقارب بالنسبة للديانتين اليهودية والإسلام وإن كان هناك تفاوت ملحوظ بين مختلف المذاهب المسيحية الفرعية.
فعند الكاثوليك لا يجوز زواج أبنا العمومة المباشرين ولكن يسمح بأذن خاص من السلطات الروحية العليا، ولظروف قاهرة جدًا، كما يسمح بزواج بنت ابن العم وبنت ابن الخالة أو الخال بعد الإذن ويبدو كل من المذهب الأرثوذكسي والمذهب البروتستانتي أكثر تساهلًا في هذا المجال إذ يرخص وذلك دائما بعد الإذن بالتزاوج بين أبناء العمومة والخؤولة. تاريخياً، كانت الأسرة الممتدة هي الوحدة الأسرية الأساسية في الثقافة والبلدان الكاثوليكية.
هناك عدة تفسيرات لظهور حظر زواج الأقارب في المذهب الكاثوليكيي بعد سقوط روما. أحد التفسيرات هو زيادة التأثير الجرماني على سياسة الكنيسة. وفقاً للمؤرخ ج. هوارد، «خلال الفترة التي سبقت الغزو التوتوني، التزمت الكنيسة بالقانون والعرف الروماني على نطاق واسع؛ وبعد ذلك تم قبول قوانين الألمان ...». وكان الحظر بمثابة رد فعل ضد العادات الجرمانية المحلية للزواج العشائري. ومهما كانت الأسباب، فإن التبريرات المكتوبة لمثل هذا الحظر قد قدمها اللاهوتي أوغسطينوس بحلول القرن الخامس. تسمح الكنائس البروتستانتية عمومًا بزواج الأقارب، تماشيًا مع انتقاد النظام الكاثوليكي للإعفاءات من قبل مارتن لوثر وجان كالفن أثناء الإصلاح البروتستانتي. وهذا يشمل معظم الطوائف الأمريكية الرئيسية، مثل الكنيسة المعمدانية، والخمسينية، واللوثرية، والمشيخية، والميثودية. سمحت الطائفة الأنجليكانية أيضًا بزواج الأقارب منذ إنشائها خلال حكم الملك هنري الثامن. وفقًا لكل من مارتن لوثر وجان كالفن، كان الحظر الكاثوليكي على زواج الأقارب تعبيراً عن الكنيسة وليس قانون إلهي ويجب إلغاؤه.

### زواج الكهنة

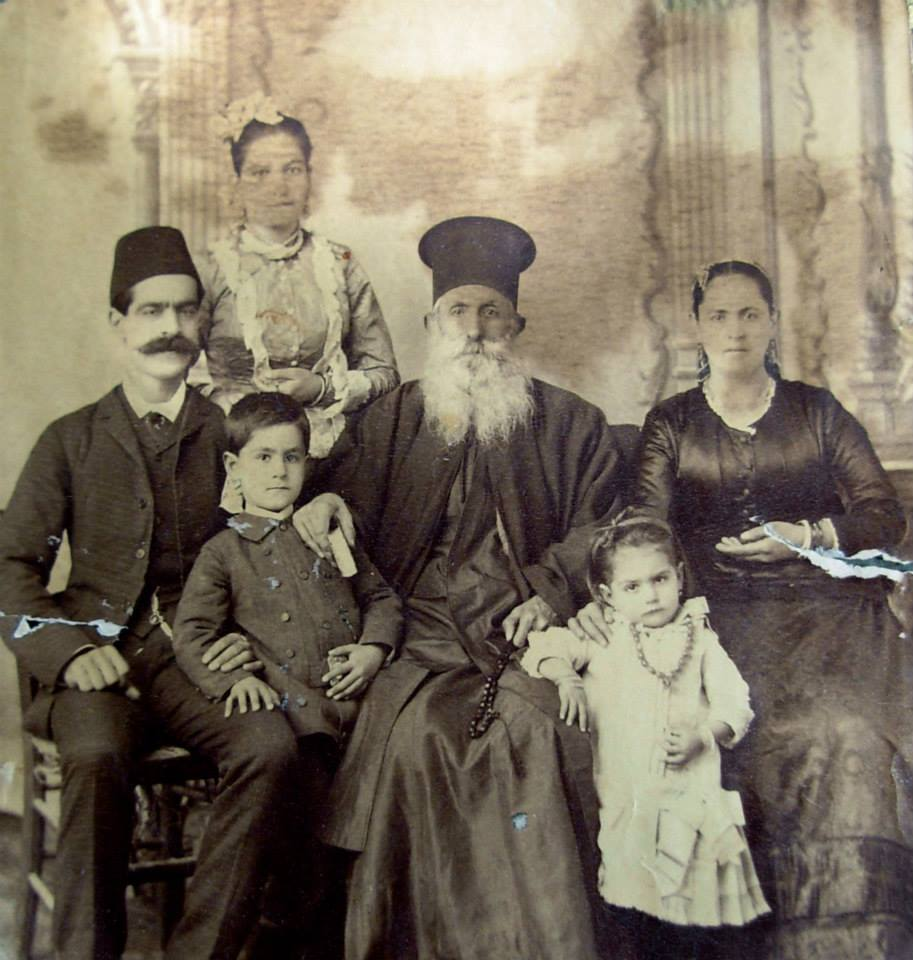
كاهن أرثوذكسي متزوج من القدس مع عائلته (ثلاثة أجيال) حوالي عام 1893.

زواج رجال الدين هو مُصطلح يُستخدم لوصف ممارسة السماح لرجال الدين المسيحيين بالزواج. تختلف هذه الممارسة عن السماح للأشخاص المتزوجين بأن يصبحوا رجال دين. يُقبل زواج رجال الدين بين البروتستانت، بما في ذلك الأنجليكان واللوثريين. لعب بعض رجال الدين البروتستانت وأطفالهم دورًا أساسيًا في الأدب والفلسفة والعلوم والتعليم في أوروبا الحديثة المبكرة. في العالم المسيحي الغربي أحدث مارتن لوثر ثورة إصلاحية شملت السماح للقسس بالزواج، وكان مارتن لوثر نفسه قد تزوج من كاترينا فون بورا في 13 يونيو 1525.
العديد من الكنائس الشرقية (كنيسة المشرق، والأرثوذكسية الشرقية، والأرثوذكسية المشرقية، والكنائس الكاثوليكية الشرقية)، بينما تسمح بالرسامة للرجال المتزوجين، تسمح بزواج الكهنة شرط أن يتم قبل نيل السر، وغالبًا ما يتزوج كهنة الرعية، لكن يجب أن يتزوجوا قبل أن يتم ترسيمهم. للكهنوت. في العالم المسيحي الشرقي، غالبًا ما أصبح أبناء الكهنة كهنة وتزوجوا ضمن مجموعتهم الاجتماعية، مما أدى إلى تكوين طبقة وراثية متماسكة بين بعض المجتمعات المسيحية الشرقية. ومن أبرز هذه المجتمعات إكليروس أوكرانيا الغربية والتي شكلت طبقة كهنوتية متماسكة ووراثية. وكانت طبقة إكليروس أوكرانيا الغربية أشبه بطبقة النبلاء وتمتعت بمستوى ثقافي عال وكانت ناشطة سياسيًا. في الكنيسة الروسية الأرثوذكسية، شكل رجال الدين، مع مرور الوقت طبقة وراثية من الكهنة. وكان الزواج من خارج هذه العائلات الكهنوتية ممنوع منعاً باتاً؛ وفي الواقع لم يتسامح بعض الأساقفة مع رجال الدين الذين يتزوجون من خارج الأسر الكهنوتية في أبرشيتهم. في عام 1867 ألغى السينودس مطالبة الأسر بمواقع كهنوتيَّة.
لا تُحظر الكنيسة الكاثوليكية زواج رجال الدين فحسب، بل تتبع عمومًا ممارسة العزوبة الكتابية، والتي تتطلب من المرشحين للرسامة أن يكونوا غير متزوجين أو أرامل. ومع ذلك، لم يتم دائمًا تنفيذ هذه السياسة العامة في الكنيسة الكاثوليكية في السر. وفقًا ساندرا بيل، المحاضرة في علم الانثروبولوجي في جامعة درهام ومؤلفة كتاب الرهبنة والثقافة والمجتمع، إن القضية الأساسية لا تتعلق بالعقيدة، «إنها ليست عقيدة أساسية في الكنيسة الكاثوليكية، إنها مجرد قانون»، تاريخيًا كان عدد من باباوات الكنيسة الرومانية الكاثوليكية متزوجين، منهم البابا إسكندر السادس ويوليوس الثاني وغيرهم، كما أنّ القديس بطرس أول بابا كان متزوجًا، وتبعًا للتقاليد المسيحية فقد كانت له ابنة.

## الحياة في المنزل

عائلة مسيحية تصلّي قبل الطعام في عيد الشكر.

وفقاً لدراسة نشرت من قبل مركز بيو للأبحاث عام 2019 يعيش المسيحيون حول العالم في أسر أصغر إلى حد ما، في المتوسط، مع غير المسيحيين (4.5 مقابل 5.1 من الأفراد). الأسر المسيحية الأصغر حجماً تتواجد في أمريكا الشمالية (3.4) وأوروبا (3.1)، وبهامش واسع - تتواجد أكبر الأسر المسيحية حجماً في أفريقيا جنوب الصحراء (6.0). ويتشابه حجم الأسر المسيحية في الشرق الأوسط وشمال أفريقيا (4.6) وفي أمريكا اللاتينية والكاريبي (4.6) وفي آسيا والمحيط الهادئ (4.8)، إلى حد ما مع المتوسط العالمي (4.9). وبحسب الدراسة يتضح ميل المسيحيين للعيش في أسر أصغر حجماً بالمقارنة مع غيرهم من الجماعات الدينية، خصوصاً في المناطق التي يعيشون فيها جنبًا إلى جنب مع المسلمين: في أفريقيا جنوب الصحراء ومنطقة الشرق الأوسط وشمال إفريقيا، حيث أن الأسر المسيحية أصغر حجماً بالمقارنة مع المُسلمين. في أجزاء أخرى من العالم، الفجوات في حجم العائلة بين المسيحيين والجماعات الدينية الأخرى هي أصغر بكثير.
بحسب دراسة مركز بيو للأبحاث يعيش حوالي 35% من مجمل المسيحيين في العالم في منازل تضم شركاء متزوجون مع طفل بيولوجي على الأقل دون سن 18، في حين يعيش حوالي 29% من مجمل المسيحيين في العالم في منازل تضم أفراد من الأسرة النواة والأسرة الممتدة، ويعيش 11% في منازل تضم أفراد متزوجين أو شركاء وهذا يشمل الأزواج الذين كبر أبنائهم وخرجوا للعيش خارج المنزل، ويعيش 10% في منازل تضم فرداً وحداً، ويعيش 9% في منازل تضم ضم شركاء متزوجون ويعيش معهم ابن بيولوجي بالغ على الأقل فوق سن 18، ويعيش 4% من المسيحيين في العالم في منازل تضم شخص بالغ واحد وطفل بيولوجي واحد على الأقل دون سن 18 عامًا.
```
تختلف النسب بين المسيحيين بحسب المناطق الجغرافيَّة؛ على سبيل المثال يسكن حوالي 39% من المسيحيين في 
أفريقيا جنوب الصحراء
 بمنازل تضم أفراد من 
الأسرة النواة
 
والأسرة الممتدة
، كما ويسكن حوالي 37% من المسيحيين في 
آسيا
 
والمحيط الهادئ
، وحوالي 32% من المسيحيين في 
أمريكا اللاتينية
 
والكاريبي
 بمنازل تضم أفراد من 
الأسرة النواة
 
والأسرة الممتدة
.
[
10
]
 بالمقابل يسكن حوالي 58% من مجمل المسيحيين في 
الشرق الأوسط
 
وشمال أفريقيا
 وحوالي 34% من المسيحيين في 
أمريكا الشمالية
 بمنازل تضم شركاء متزوجون مع طفل بيولوجي على الأقل دون سن 18.
[
10
]
 ويعيش حوالي 21% من المسيحيين في 
أوروبا
 في منازل تضم أفراد متزوجين أو شركاء وهذا يشمل الأزواج الذين كبر أبنائهم وخرجوا للعيش خارج المنزل،
[
10
]
 وهي أعلى نسبة بين المجتمعات المسيحية الأخرى في العالم.
[
10
]
```

في مناطق آسيا والمحيط الهادئ وأمريكا اللاتينية والكاريبي والشرق الأوسط وشمال أفريقيا وأفريقيا جنوب الصحراء، يعيش المسيحيون بأغلبية ساحقة في منازل تضم الأسرة الممتدة أو الأسرة ثنائية الوالدين، بحصة مجتمعة تزيد عن 70%. في حين أن 48% من المسيحيين الأوروبيين وحوالي 43% من المسيحيين في أمريكا الشمالية يقيمون في هذه الأنواع من الأسر، وهم أكثر عرضة بالمقارنة مع المسيحيين في أماكن أخرى للعيش بمفردهم (13% وحوالي 11% على التوالي) أو للعيش في منازل تضم أفراد متزوجين أو شركاء والذين كبر أبنائهم وخرجوا للعيش خارج المنزل (21%).